# Annelinn
Annelinn (signifiant la ville d'Anne), est un quartier de Tartu en  Estonie. 

## Démographie
Au 31 décembre 2013, Annelinn compte 27 755 habitants  soit 27,34% de toute la ville. 
Sa superficie est de 5,40 km2. 

## Architecture
Annelinn est principalement construit d'immeubles résidentiels soviétiques de 5 à 9 étages.

## Galerie

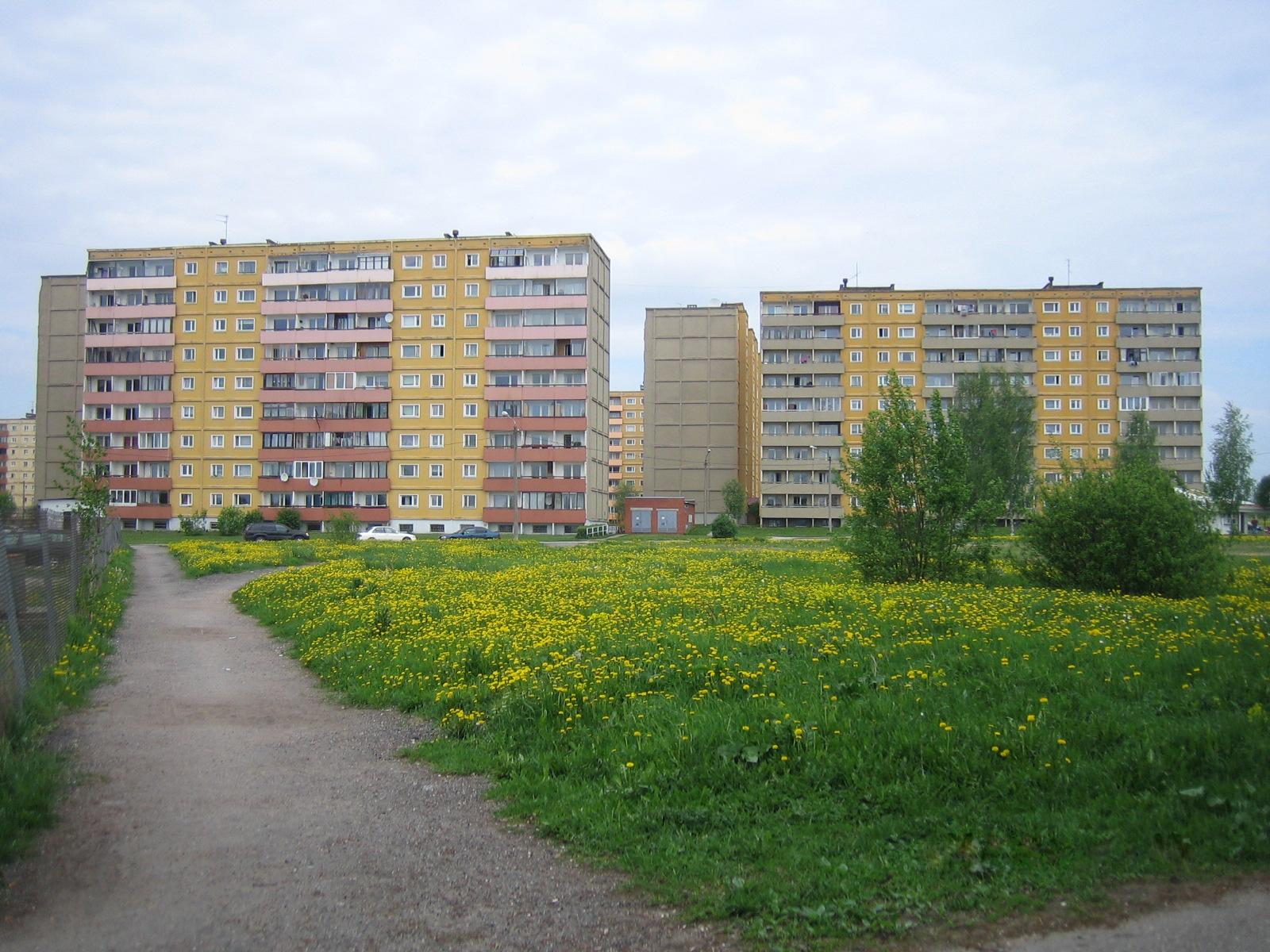
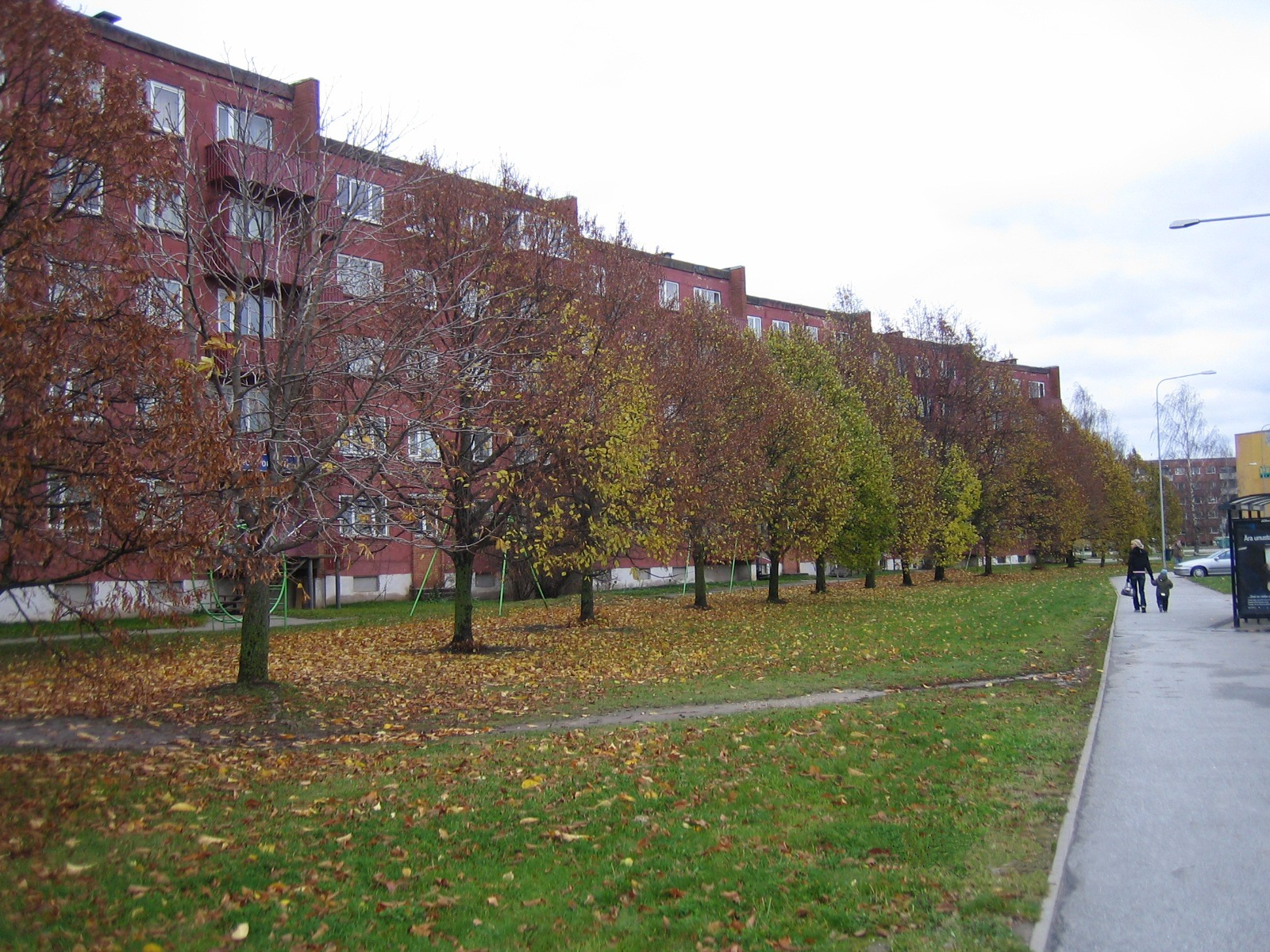
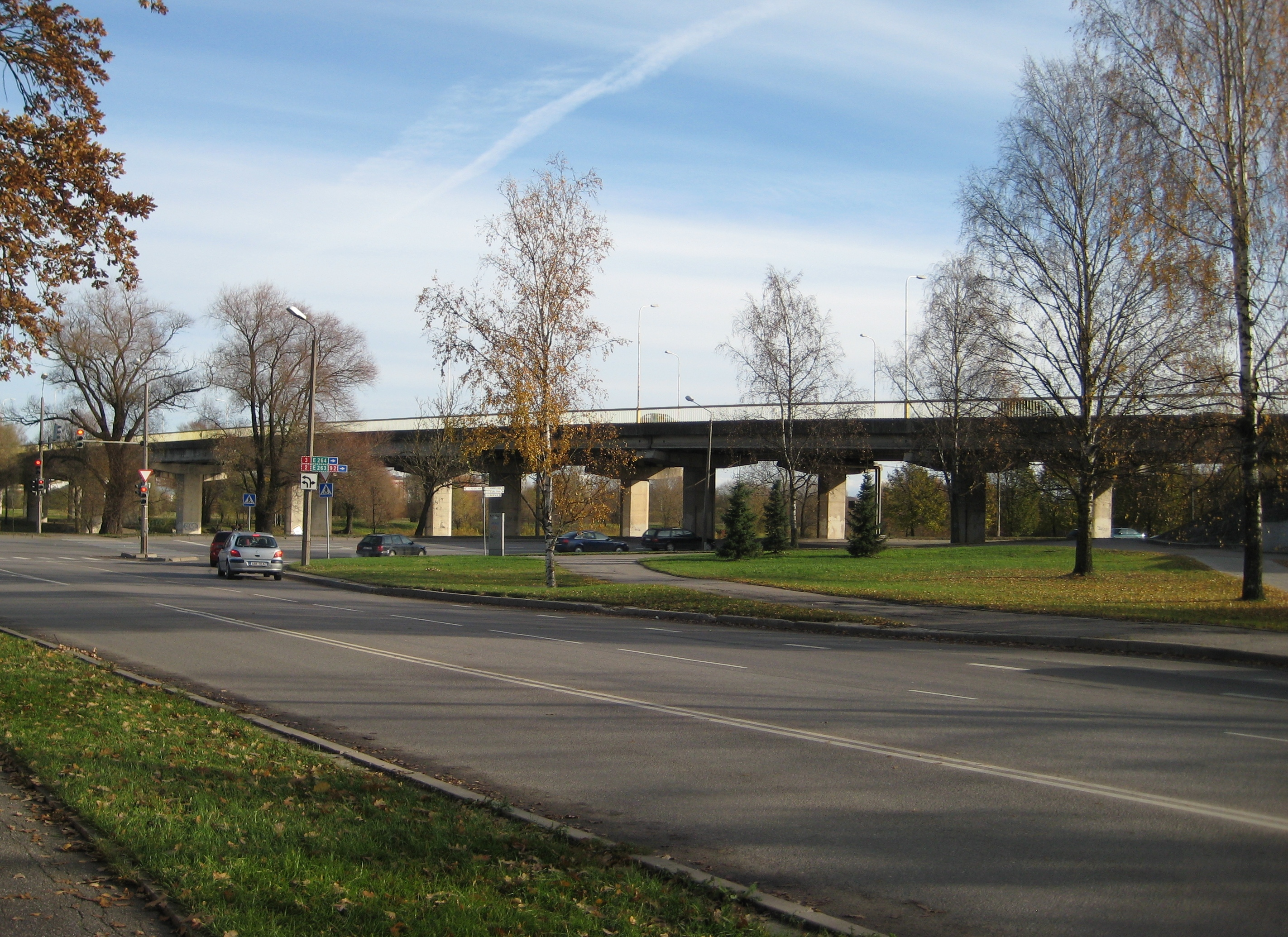
Le pont de l'amitié
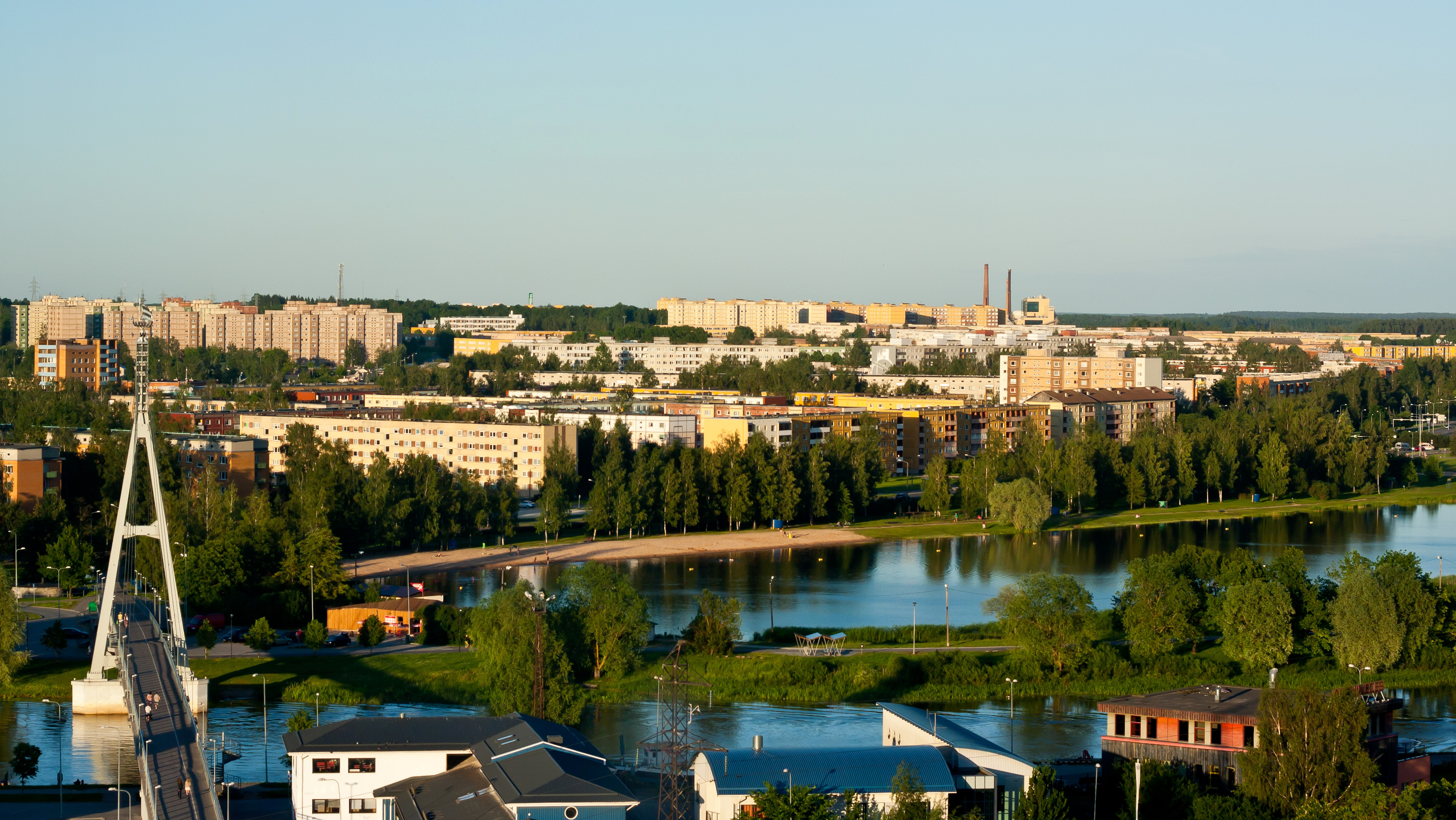
Le centre ville
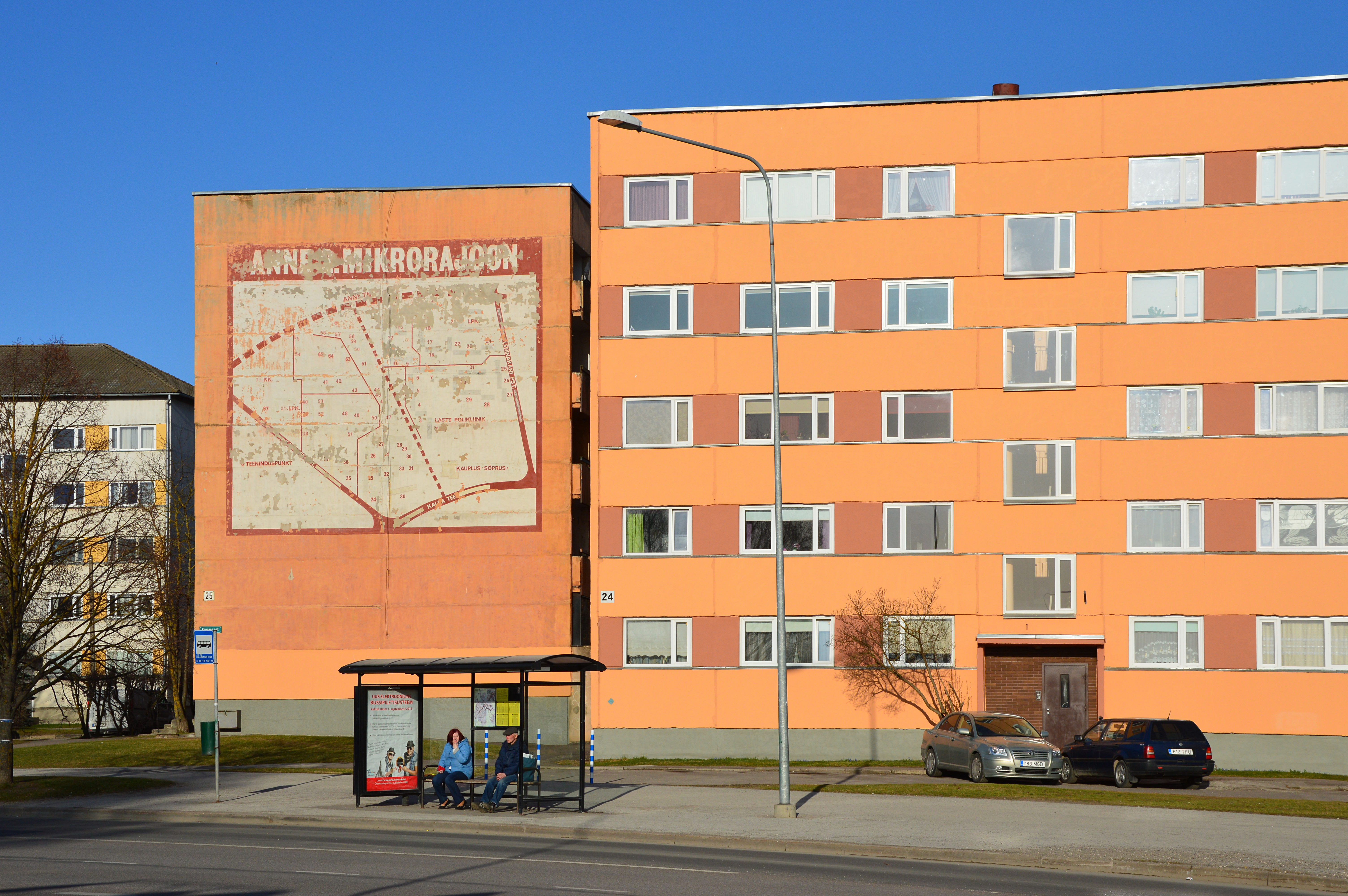
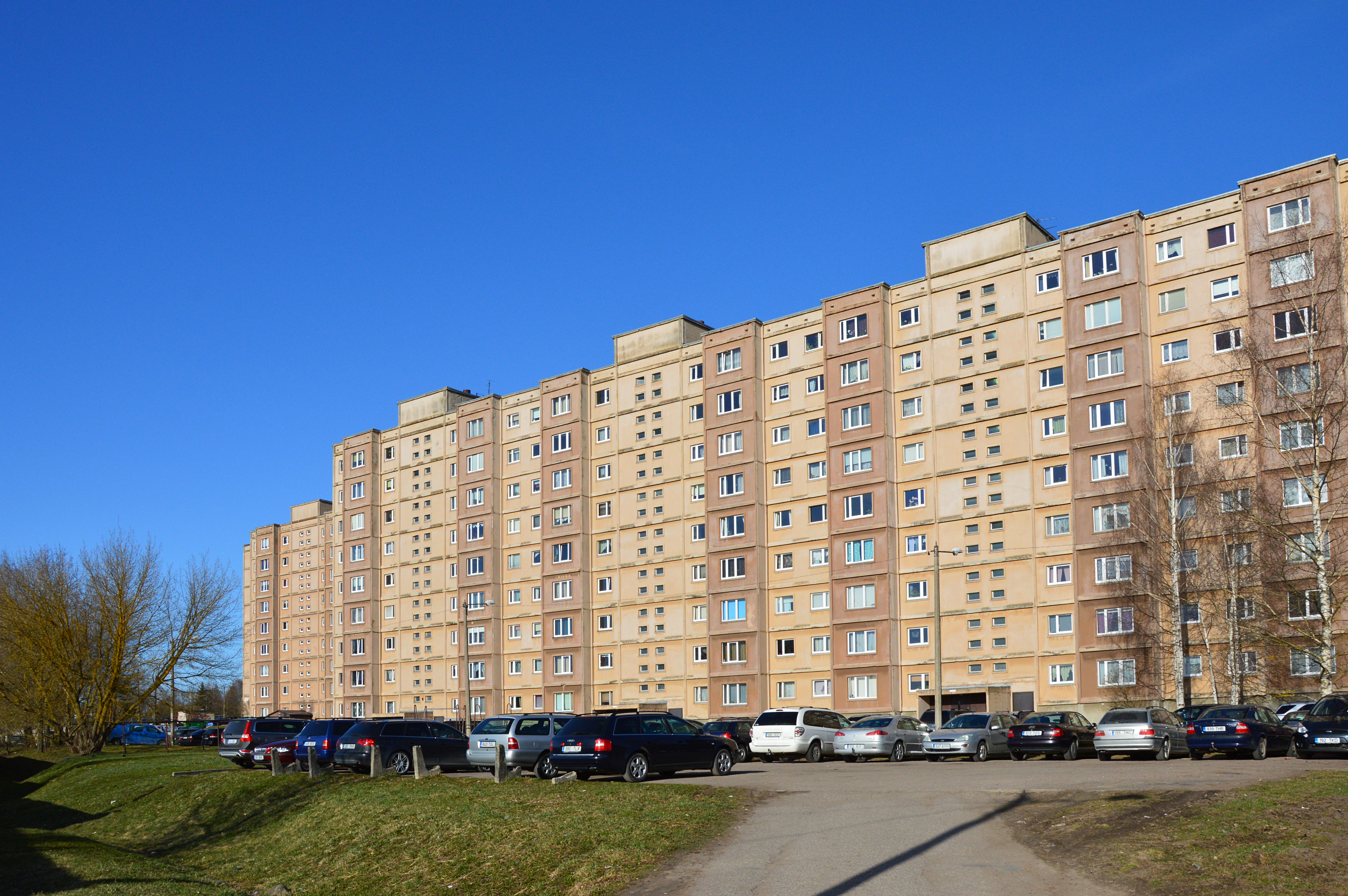